# Allie Haze
Allie Haze, születési nevén Brittany Sturtevant (Redlands, San Bernardino megye, Kalifornia, Amerikai Egyesült Államok, 1987. május 10.) amerikai pornószínésznő, erotikus színésznő, fotomodell.

## Pályája
Brittany Sturtevant néven született Kaliforniában, San Bernardino megyében, 1987-ben. Saját későbbi nyilatkozata szerint holland és latinó felmenőket mondhat magának. Gyermekkorától kezdve modellkedett, részt vett (és helyezéseket szerzett) gyermekszínházi társulatokban, játszott iskolai színielőadásokon. Konzervatív családban nőtt fel, 18 évesen hozzáment egy helybéli prédikátorhoz, de két év után elvált, mert saját neme érdekelte.
Nagykorúvá válva Allie Haze művésznév alatt a szórakoztatóiparban talált munkát, mint aktmodell. Innen gyorsan eljutott a pornófilmezéshez. 2009-ben, huszonkét éves korában forgatta első hardcore jeleneteit. A Pure-18 tévésorozatban saját epizódot kapott.
2011 májusában exkluzív szerződést kötött az egyik legnagyobb felnőtt filmgyártó vállalattal, a Vivid Entertainment-tel. Az Allie Haze: True Sex videofilmmel debütált.
 Még ugyanebben az évben elnyerte XRCO újonc-díját (Best New Starlet), az AVN-től pedig a legbotrányosabb szexjelenetért járó díjat (Most Outrageous Scene).
A 170 cm (5 láb, 7 hüvelyk) magas, karcsú és igen nőies modellt kedvelték a stúdiók. Pályája során dolgozott az összes nagy szexfilm-késztő stúdióval, így a Brazzers, Evil Angel, Reality Kings és Girlfriends Films/Adult Time és más stúdiókkal. Szerepelt a Csillagok háborújából, a A szürke ötven árnyalatából, a Deadpool 2.-ből készült szexparódiákban, és a Spice Girls-ről készült szexparódiában is. 
2010–2011-ben Brittany Joy művésznéven megkapta a címszerepet az Emmanuelle-franchise keretében készült amerikai 3D sci-fi–fantasy–szoftszex tévéfilm- és videofilm-sorozatban, az Emmanuelle Through Time-ban, amelynek filmjeit Rolfe Kanefsky („F.W. Nosferatu”) rendezte, producere Alain Siritzky volt. A nyitó filmet, amelyben Allie India Summerrel együtt szerepel, bemutatták a 2011-es cannes-i fesztivál éjszakai szekciójában is.

2013-ban Deborah Anderson fotográfus és filmrendezőnő „Aroused” című dokumentumfilmjében tizenhat elsővonalbeli amerikai pornófilm-színésznő – köztük Allie Haze – életét és pályáját mutatta be. Az érzékeny témát elemző filmet a mainstream filmkritika is jól fogadta.
2014 januárjában a Penthouse magazin címlaplánya volt. Tori Black pornószínésznőhöz való fizikai hasonlóságát több film cselekményében felhasználták. Allie Haze 500-nál több felnőtt filmben szerepelt. Jelenleg (2021) Los Angelesben él.

## Főbb filmszerepei
- 2009: Pure 18, tévésorozat, High Off Allie epizód
- 2011: Emmanuelle Through Time: Emmanuelle’s Sexy Bite, tévéfilm; Emmanuelle[19]

- 2011: Emmanuelle Through Time: Emmanuelle’s Supernatural Sexual Activity, tévéfilm; Emmanuelle[20]

- 2011: Emmanuelle Through Time: Emmanuelle’s Forbidden Pleasures, videófilm; Emmanuelle (Brittany Joy néven)[21]

- 2012: Star Wars XXX: A Porn Parody, videófilm; Leia hercegnő[22]

- 2012: Emmanuelle Through Time: Emmanuelle’s Sex Tales (más címeken Emmanuelle in Wonderland, és Adventures Into the Woods: A Sexy Musical), videófilm; Emmanuelle (Brittany Joy néven)[23]

- 2012: Emmanuelle Through Time: Sex, Chocolate & Emmanuelle; Emmanuelle (Brittany Joy néven)[24]

- 2012: Emmanuelle Through Time: Emmanuelle’s Skin City, tévéfilm; Emmanuelle (Brittany Joy néven)[25]

- 2012: Emmanuelle Through Time: Rod Steele 0014 & Naked Agent 0069, tévéfilm; Emmanuelle (Brittany Joy néven)[26]

- 2012: Fifty Shades of Grey: A XXX Adaptation, videófilm; Anastasia Steele (Allie Haze néven)[27]

- 2013: OMG… It’s the Spice Girls XXX Parody, videófilm, Posh-XXX[28]

- 2015: Deadpool XXX: A Porn Parody, videófilm, Neena Thurman / Mázli / Dominó Dominó[29]

- 2015: Today Is Yesterday Tomorrow, tévéfilm, Emmanuelle (Allie Haze néven)[30]

## Elismerései
- 2011: AVN-díj („Most Outrageous Sex Scene”).[31]
- 2011: XRCO-díj („New Starlet”), megosztva Chanel Prestonnal.[32]
- 2011: Nightmoves Adult Award („Best New Starlet” – Editor’s Choice)
- 2012: XRCO „Cream Dream” díja
- 2013: XBIZ-díj a legjobb paródia-színésznőnek („Best Actress – Parody Release”), a Star Wars XXX című szex-paródiában Leia hercegnő szerepéért.[33]
- 2015: AVN-díj („Best Three-Way Sex Scene”) az Allie c. filmért.[34]